# Tórtora terrestre de l'Equador
La tórtora terrestre de l'Equador (Columbina buckleyi) és una espècie d'ocell de la família dels colúmbids (Columbidae) que habita zones àrides de l'Equador i la zona limítrofa del Perú.